# Români
Români es una comuna ubicada en el distrito de Neamț, Rumania.

## Superficie
Posee una superficie de 53,90 kilómetros cuadrados.

## Demografía
Hasta 2021 la población era de 3616 habitantes, con una densidad de población de 67,09 habitantes por kilómetro cuadrado.